# 鈴木忠男
鈴木 忠男（すずき ただお、1945年2月19日 - ）は、東京都大田区出身の元オートバイレース・モトクロスヤマハのワークスライダー。ニックネームは忠さん。現役引退後は、SP忠男を経営し、羽田本店、上野店、横浜店、千葉店の、計4店舗を取り仕切る。レーシングチームSP忠男レーシングの監督として運営した。

## 現役時代
1960年
15歳初めてモトクロスレースに参戦。結果は予選落ちだった。
1961年
16歳でモトクロスレース2戦目の出場にして初優勝。だが、兄から「モトクロスレースは金がかかるからやめろ」と言われ、一時は「モトクロスレースを断念した。
1962年
諦め切れず17歳にしてモトクロスレースを再び始める。
千葉のスピードスクランブル・レースにヤマハYDS250で参加し17歳にして最年少優勝者となる。
1963年
18歳の時に工場レーサーTR250に乗せてくれるという話が入り、トーハツにチーム入りした。
1964年　
元オートバイ・ロードレースヤマハ初代のワークスライダーの一人である野口種晴に呼ばれ、19歳でヤマハセミワークスライダーとして全日本モトクロス選手権で豪快な走りを見せ数々の好成績を収め活躍し注目された。
1965年
ヤマハワークスライダーとなる。
1969年
この年初めて全戦に出場し全日本モトクロス選手権250ccクラス年間チャンピオン（125ccクラスでもランキング２位）、日本モーターサイクルスポーツ協会（MFJ）最優秀選手にも選ばれた。
現夫人・寿美子さんと24歳で結婚した。
1970年
日本モーターサイクルスポーツ協会（MFJ）最優秀選手として、インターナショナルロードレースに参戦しオランダで日本人初優勝。日本でも、全日本モトクロス選手権第4戦 125cc・250cc・オープンクラスの3クラス優勝を果たしていた。
1971年 - 1972年
レースに復帰するものの相次ぐ怪我で何度も出場を断念する事が繰り返されていた。
1974年
29歳の当時はヤマハ契約ライダーとして、中南米を中心に海外でのマシンテストやレースが多くなっていた。

### 国内出場歴
1960年
初モトクロスレース - 初の公式戦出場。マシンは山口 オートペット。結果は予選落ち。
1961年
トーハツ ランペットでモトクロス初優勝。
1961年
全日本モトクロス選手権セニア250cc チャンピオン。
1962年
千葉のスピードスクランブル・レースにヤマハYDS250で参加し優勝。最年少優勝者を受となる。
1963年
トーハツへ移籍。工場レーサーTR250
1964年
ヤマハセミワークスライダーとして全日本モトクロス選手権で活躍。
1965年
ヤマハワークスライダーとしてYDSベースのモトクロッサーで各地のレースに参戦。葉山のレースでは90cc・125cc・250cc・オープンクラスと、なんと4クラス制覇を成し遂げ、一躍脚光を浴びる。
MFJ全日本ロードレース（鈴鹿）50ccクラス優勝
1966年 21歳
出場する殆どのレースで優勝。破竹の快進撃を続ける。
1967年
ヤマハのニュー・モトクロッサー、YX26を駆りデビュー戦の郡山モトクロス日本GPにて優勝。
全日本モトクロス選手権 ジュニア250cc ランキング3位
1968年
全日本モトクロス選手権 セニア250cc ランキング3位、125cc 7位
1969年
DT-1ベースのマシンで全日本モトクロス選手権セニア250ccクラス年間チャンピオン。
125ccクラスランキング2位。日本モーターサイクルスポーツ協会（MFJ）最優秀選手にも選ばれる。
1970年
全日本モトクロス選手権第4戦 125cc・250cc・オープンクラスの3クラス優勝。
1971年
怪我のため8か月のブランクの後、復帰レースの全日本モトクロス選手権第6戦125クラスで優勝。
その後再び怪我に泣かされる。
1972年 27歳
再度負傷から立ち直り、レースに復帰するも、思うようにレースが出来ない。
1973年28歳
ヤマハのニューマシン0Wを駆る。全日本戦の秋田で優勝。
1974年 29歳
ヤマハ契約ライダーとして、中南米を中心とした海外でのマシンテストやレースが多くなる。

### 世界選手権（1970年）
MFJ最優秀選手として、世界選手権に参戦。
- インターナショナルロードレースオランダ戦日本人初優勝。
- イギリスのブリストルのレースで転倒、首を圧迫骨折。

## 現役引退後
現役引退後は、モトクロスレースでの活躍やマシン開発で蓄積してきた経験とノウハウをもとにして、愛妻とスタッフの3人で1976年の現役当時に31歳で開店したオートバイオリジナルパーツショップSP忠男を経営しつつ、オリジナルパーツ製造販売、ツーリングイベント等でオートバイの魅力を伝える普及活動に取り組んでいた。またレーシングチームSP忠男レーシングの監督としてチーム運営にも関わっていた。ロードレースの全日本チャンピオン・世界グランプリライダーを多く輩出する。

## 性格・嗜好
- ヤマハワークスライダーとしても活躍しつつ、東京都大田区にある実家の機械加工工場と1976年31歳の時にモトクロスレースでの活躍やマシン開発で蓄積してきた経験とノウハウをもとにして、（内助の功もあり）愛妻とスタッフの3人で開店した「スペシャルパーツ忠男」を時間に追われながらもこなしていた。

## 人間関係
- 元オートバイ・ロードレースヤマハ初代のワークスライダーの一人である野口種晴に呼ばれ、1964年19歳でヤマハセミワークスライダーとして全日本モトクロス選手権で豪快な走りを見せ数々の好成績を収め活躍が認められ1965年に20歳でヤマハワークスライダーとなった。野口種晴は正に師匠的な存在であり、人生を左右する結果と成功する上での機会を与えてくれた恩人となった。
- 東京・小伝馬町にあった野村モータースの野村順亮（野口種晴の義兄でホンダの本田宗一郎やヤマハの川上源一とも深い付き合いがあった。ヤマハワークスの発足にも深く関わっている。）にも世話になったという。
- 星野一義の師匠的な存在で、星野がレースを始めるきっかけとなったのは、鈴木忠男が選手出場するモトクロスレース観戦があったからと言われている。Mr.BIKE（BG)の対談で星野一義本人が答えた。現在でもお互いに強い信頼関係を持っている。
- 世界チャンピオンとなった原田哲也の師匠的存在であり、世界トップレベルで戦った永井康友、中野真矢、加藤義昌、小山知良、全日本トップライダーとして活躍した塩森俊修、町井邦生、福智学等の多くのレーシングライダーを輩出している。

## エピソード
1945年
6人兄弟の末っ子として生まれる。
1951年
小学校入学、身体検査で小児結核を告げられ1学期を丸々休む。それからは苦しい闘病生活が始まり、6歳にして毎日医者通い苦しい治療を繰り返す。
1953年
8歳の時に兄の乗っていたトーハツの80ccバイクに乗せてもらい、早くもモータースポーツに目覚める。
1959年
14歳の時に原付免許取得。早速、スズキの原動機付き自転車パワーフリーを手に入れ、近所の空き地を乗り回す。この頃、最後の浅間火山レースを観戦。やがて、「高校に入って卒業したらオートバイを買ってやる」という親心に、「3年間も我慢できない」と、中学卒業後家業を手伝い、すぐに山口の50ccのオートペットを新車で手に入れる。仕事以外はオートバイ一色。仲間達とのモトクロスごっこが、一番の楽しみになっていた。
1960年
15歳初めてモトクロスレースに参戦し、予選落ちした時のマシンは山口オートペットでタイヤもノーマルだった。
1961年
モトクロスレース2戦目の出場にして初優勝を果たした16歳（月給は8千円）の時のマシンは、当時5万8千円だったトーハツ ランペットを姉に借金して購入していた。だが、さすがにタイヤまでは買えず、アップハンドルにしただけでモトクロスレースに出場していた。だが、兄から「モトクロスレースは金がかかるからやめろ」と言われ、兄からかわりにYDS-2を手に入れた。一時はレースを断念したが1962年17歳の時にモトクロスレースを再び始めた。兄との約束を反故していた。
1966年
目玉ヘルメット誕生。この頃から、自らヘルメットに「目立つように…」という意図目玉マークを描き入れている。
1969年
現夫人・寿美子と24歳で結婚し人生至福の時のように思えるが、実際はそれほど華やかではなかったらしい。全戦に出場し全日本モトクロス選手権250ccクラス年間チャンピオン（125ccクラスでもランキング2位）、日本モーターサイクルスポーツ協会（MFJ）最優秀選手にも選ばれたがレーサーだけではなく、家の仕事との二足の草鞋状態。仕事が終わると夜行でヤマハへ行き、レースが終わると帰って仕事をしていたという。「そうじゃないと、レースをやらせてくれなかった」と著書に記している。
1970年
MFJ最優秀選手として、世界の強豪が迎え撃つヨーロッパでレースを戦いインターナショナルロードレースオランダ戦日本人初優勝と、日本でも、全日本モトクロス選手権第4戦 125cc・250cc・オープンクラスの3クラス優勝を果たし二輪専門誌にも多く取り上げられるようになっていたこの頃から、試乗記などの執筆活動もし始め、レースにメディアにと忙しく活躍していた。オランダ戦で調子づき、次のイギリス戦（ブリストル）でも良い所を見せようと豪快に走ったのだが、自分のマシンに逆に乗られてしまい転倒。 首の第7番目の骨を圧迫骨折。怪我はかなりの重症で、医者は「手術の必要がある」と言い、25歳にして選手生命もこれで終わりかと思われたが、手術もせずに1か月で退院していたという。
1971年 26歳
怪我のため8か月のブランクの後、復帰レースの全日本モトクロス選手権第6戦125クラスで優勝。再び契約ライダーにもどりモトクロスに復帰を果たす。しかし、ニューマシンテスト走行中のアクシデントで足のじん帯断裂の負傷を負う。その後再び怪我に泣かされる。
1972年 27歳
再度負傷から立ち直り、レースに復帰するも転倒時の首の骨折が仇となり偏頭痛や数々の後遺症に悩まされ、思うようにレースが出来ない。
1974年 29歳
ヤマハ契約ライダーとして、中南米を中心とした海外でのマシンテストやレースが多くなったが、この頃も、レースと家の仕事との二足の草鞋を続けていたという。
1976年 31歳
モトクロスレースでの活躍やマシン開発で蓄積してきた経験とノウハウをもとにして、妻とスタッフの3人で「スペシャルパーツ忠男」を開店。開店を期に、1966年頃から目立つようにと自ら書き込んでいた、トレードマークの目玉のイラストを、GKデザインのデザイナーにフィニッシュしてもらい、店のトレードマークにした。誰もがイメージするようになったSP忠男＝目玉のマークとのつきあいは、開店よりずっと古く、まさに鈴木忠男そのものを意味するものとなっている。
1977年 32歳
有限会社スペシャルパーツ忠男設立。スペシャルパーツの名の通り、当時流行のモンキーやミニトレ用のパーツ販売を開始。マフラーに最初にブランド名を付けたのは鈴木。SP忠男のマフラーを装着したマシンでの走りのフィーリングを、ライダーに、よりダイレクトにイメージしてもらう為だった。
1978年 33歳
SP忠男レーシングチームを設立。
千葉にレーシングサービスの拠点を構え、ロードレースへのエントリーを開始。
1979年 34歳
SP忠男上野店オープン。オープン当時、月刊オートバイの企画で「キリマジャロをバイクで登る!」という風間・賀曽利・カメラマンと共にバイクでの登頂にチャレンジ中でアフリカにいたのだという。事務系の事柄は、ほとんど寿美子夫人にまかせていたという。「時期が遅れて、キリマンジャロは既に雨季に入って路面はすべりマシンに乗って登るなんて生易しいもんじゃなかった。ほとんどが押し上げる状態。最初は軽い気持ちで水やガスを持っているポータ達を先に行かせてしまったが、おかげで飲まず食わずで8時間、ひたすらマシンを押しげた。キリマンジャロは国立公園、バイクを入れる事さえ出来ない所を内緒で入山。夜のキャンプで自動小銃を持った人達に山狩りされ、我々は見つからないように隠れていた。もし見つかって殺されても、登ってはいけない所を登っているのだからしょうがなかったかも…!?今考えると恐ろしいことだ。でも、山の上から見た景色は、生涯忘れられない素晴らしいものだった…」。
1980年 35歳
SP忠男横浜店オープン。SP忠男は、現在羽田本店、上野店、横浜店、千葉店の、計4店舗で稼働中。マフラーをメインにオリジナルラインナップを充実させている。「ウチはマフラー屋。マフラーには自信がある」とのこと。
事実「TADAOのクロスマフラー」は大人気だった。4ブランド・200種のマフラーと暖かいスタッフが、日々、ライダー達を迎えている。その後は、本格的にロードレースに参戦し、現在までに世界でも注目を浴びるトップエントラントとして、数々の優秀なライダーを輩出している。